# Gabe Newell
Pour les articles homonymes, voir Newell.
Gabe Logan « Gaben » Newell, né le 3 novembre 1962 dans le Colorado (États-Unis) est un informaticien, entrepreneur et milliardaire américain. Il est principalement connu pour être le cofondateur et président du studio de développement, d'édition et de distribution de jeux vidéo Valve Corporation. Il est considéré comme étant l'image de Valve auprès du public et comme ayant joué un rôle majeur dans le succès de Half-Life. Il s'est occupé également, pendant plusieurs mois, de la conception de la plateforme de distribution de contenu en ligne Steam.

## Biographie

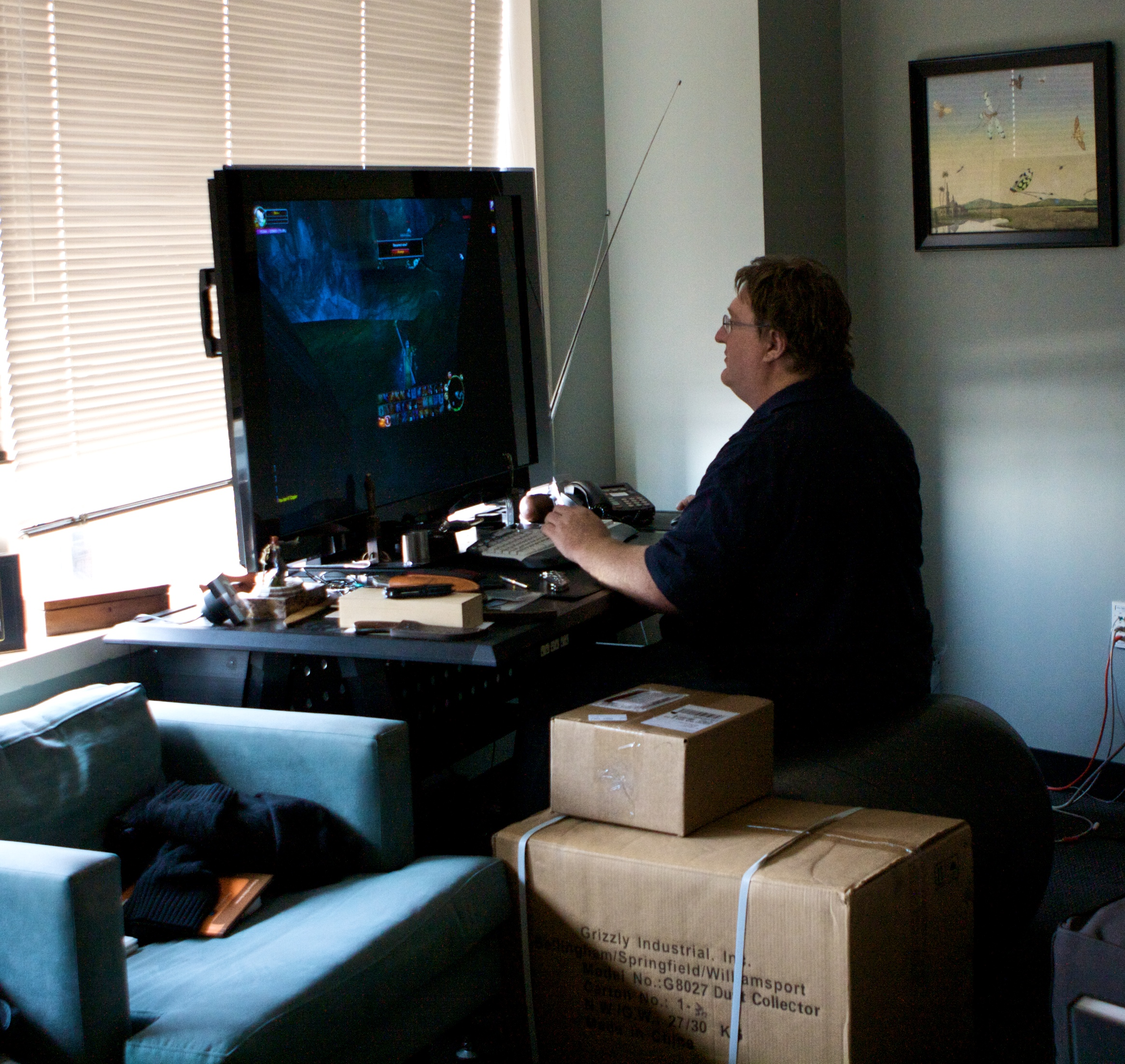
Gabe Newell en 2007, en train de jouer à World of Warcraft.

Après avoir quitté Harvard, Gabe Newell commence sa carrière en travaillant pour Microsoft pendant 13 ans. Il y travaille notamment sur Windows 1.0.
Il fonde ensuite Valve Corporation en 1996 avec Mike Harrington, lui aussi ancien employé de Microsoft. Tous les deux financèrent de leur poche la création de Valve à travers le développement d'Half-Life.
Pour son équipe de développement, sa principale contribution à Half-Life serait la remarque suivante : « Attendez, on ne peut pas montrer au joueur une bombe sans lui laisser la possibilité de la faire sauter ! ».
Pendant de nombreuses années, il fut l'un des personnages les plus virulents envers la PlayStation 3, critiquant très vivement la difficulté d'y développer. Il annonce toutefois qu'il viendra développer sur cette console dès qu'il aura le personnel qualifié,. Il dévoile Portal 2 durant la conférence Sony de l'E3 2010, qualifiant l'opus PS3 de « meilleure version de Portal 2 sur console ».
Gabe Newell se montre également très critique envers le système d'exploitation Windows 8 qu'il qualifie de « catastrophe » pour les joueurs aussi bien que pour l'ensemble des utilisateurs. Il indique également que son entreprise s'efforcera désormais de soutenir les distributions Linux afin de faire contrepoids à Windows, cela en simplifiant autant que possible l'accès via Linux aux jeux présents sur Steam.
Il a cité Doom et Super Mario 64 comme étant ses jeux préférés. Le premier lui a ouvert les yeux sur le fait que « le jeu vidéo est un loisir d'avenir », alors que le second démontre que « les jeux vidéo sont une forme d'art ».
En mars 2013, il reçoit le BAFTA Fellowship Award pour ses remarquables et exceptionnelles contributions dans l'industrie vidéoludique.

## Vie privée
Gabe s'est marié à Lisa Newell en 1996. Ils ont deux fils,.
Il a été à l'Université d'Harvard en 1980, mais il a abandonné en 1983 pour aller travailler pour la société Microsoft.

## Patrimoine
La revue Forbes classe Gabe Newell à la 705e fortune mondiale avec un patrimoine estimé à 4,1 milliards de dollars en 2021, date à laquelle il se rend acquéreur du yacht de 78m TV (ex-MadSummer), qu'il rachète à Jeffrey Soffer et rebaptise Rocinante.